# Јоксим Ст. Марковић
Јоксим Ст. Марковић (Чачак, 17. новембар 1851 — Београд, 15. октобар 1888) био је просветни радник и књижевни стваралац, отац песникиње Данице Марковић, рођен у Драгачевском селу Негришори 5. по старом односно 17. новембра 1851. године по новом календару, од оца Стјепана и мајке Филипе-Милице, као четврто од петоро деце, колико су његови родитељи имали.

## Биографија
Јоксим је основно школу завршио у Гучи, а шест разреда и учитељску школу у Крагујевцу. После завршених шест разреда гимназије две године радио је као учитељ. Пошто је изабран за државног питомца уписао се у учитељску школу. У октобру 1874. када је био ученик трећег завршног разреда, у школи је дошло до побуне због лоше хране у школском интернату. Епилог сукоба је било његово избацивање из школе заједно са Јанком Караметићем. Следећих година подносе две молбе за повратак у школу али му не дозвољавају повратак до 19. јануара 1876. године. Иако је школска година увелико пролазила успео је да до краја школске школе заврши учитељску школу. По завршетку учитељске школе избио је Српско-турски рат 1876. године и школе нису радиле. Од 24. јануара до 23. јула 1877. године радио је у војној фабрици у Крагујевцу као дијурниста. Исте године, 26. јула, поднео је молбу министру просвете за постављење, које је и уследило 1. августа за привременог учитеља десете класе, а 19. августа 1877. за сталног учитеља осме класе у трећем и четвртом разреду основне школе у Чачку. Следеће школске године, 29. септембра одлуком министра просвете бива премештен у Пирот а само пар дана касније, 11. октобра бива премештен у Горњи Милановац. Повољна оцена о раду у претходној школској години била је добра препорука за премештај у Београд, па је Марковића министар поставио 5. децембра 1880. за учитеља првог разреда мушке основне школе код Саборне цркве у Београду, унапредивши га у шесту класу. Неколико недеља касније, 3. јануара 1881. године премештен је за учитеља трећег разреда основне школе на Теразијама. У тој школи је остао више од две године, јер је 18. марта 1883. премештен за учитеља првог разреда школе код Саборне цркве. Шеснаестог фебруара 1883. постављен је за управитеља мушке и женске школе на Дорћолу и Јалији. Своју учитељску каријеру завршио је 31. децембра 1884. године када је указом постављен за писара прве класе Министарства за просвету и црквене послове где је и радио до своје смрти. Први пут 1884. обавио је ревизију основних школа у Београдском округу, другу 1885. у срезовима: Пожаревачком, Моравском и Млавско Пожаревачком, трећу 1887. у Шабачком округу, четврту 1888. у Ваљевском округу.

### Породица
У манастиру Дивостину код Крагујевца венчао се 23. октобра 1877. године са Милевом Петровић, кћерком пок. Софронија Петровића из Крагујевца. За време учитељевања у Чачку родиле су му се две девојчице, Зорка и Даница, а у Београду најмлађа, Љубица. Најстарија Зорка рођена је 15. новембра 1878. и живела је свега шест дана (умрла је 21. новембра 1878). Средња кћерка, Даница Марковић рођена 12. октобра 1879. године била је наша позната књижевница.

## Књижевни рад
Његов рад на овом пољу искључиво је везан за школство, све његове објављене књиге и радови су посвећени основним школама. Његов књижевни опус садржи оригиналне и преводилачке тематске јединице. Марковић своје радове објављује у часописима Просветни гласник, које је издавало Министарство просвете и црквених послова и Учитељ чији је издавач било Учитељско удружење Краљевине Србије. Најзначаније књиге Јоксима Марковића су Животописи из најновије српске историје и Српска историја за нижу основну школу. Оба ова дела су доживела више поновљених издања.

### Књиге
- Писма о кући и школи : намењена родитељима / Написао Јоксим Марковић. - Београд : [с.н.], 1883. - 123 стр. ; 16 cm
- Вежбање у српском језику : познавање врста речи : за ђаке основних школа / израдио Ј. Ст. М. - Београд : Штампа Медецијан и Кимпановић, 1887.
- Српска историја за нижу основну школу / израдио Јоксим Ст. Марковић. - 4. изд. - Београд : В. Валожић ; Ниш : Д. Валожић, 1888 (Београд : Краљевско-српска државна штампарија). - 121 стр. ; 23 cm
- Српска историја : за нижу основну школу / израдио Јоксим Ст. Марковић. - 8. изд. - Београд : Краљевско-српска државна штампарија, 1892 (Београд : Краљевско-српска државна штампарија). - 108 стр. ; 22 cm
- Вежбања у српском језику и познавање врста речи : за ученике III разреда основних школа / израдио Јоксим Ст. Марковић ; прерадио и према програму за основне школе удесио Стев. Д. Поповић. - Београд : Краљевско-српска државна штампарија, 1892. - 118 стр. ; 19 cm.
- Животописи из најновије српске историје : за омладину ниже основне школе / израдио Јоксим Ст. Марковић. - 7. изд. - У Београду : Штампано у Краљевској српској држ. штамп., 1889.
- Животописи из најновије српске историје : за омладину ниже основне школе / израдио Јоксим Ст. Марковић. - 9. изд. - Београд : Државна штампарија Краљевине Србије, 1890. - 124 стр. : илустр. ; 16 cm

### Чланци
- Предавања из најновије српске историје : штампано у "Просвет. Гласнику", за 1881 год. : према садањој потреби основне школе поправљена у свему / израдио Јоксим Ст. Марковић. - Београд : Штампарија Напредне странке, 1885. - 96 стр. ; 17 cm
- Историја Београда : са додатком о Ђурђу Бранковићу : за потребу основне школе / израдио Јоксим Ст. Марковић. - У Београду : Државна штампарија, 1882. - 61 стр. ; 16 cm. - П. о.: "Просветни гласник"